# Caturaí
Caturaí is een gemeente in de Braziliaanse deelstaat Goiás. De gemeente telt 6.000 inwoners (schatting 2009).

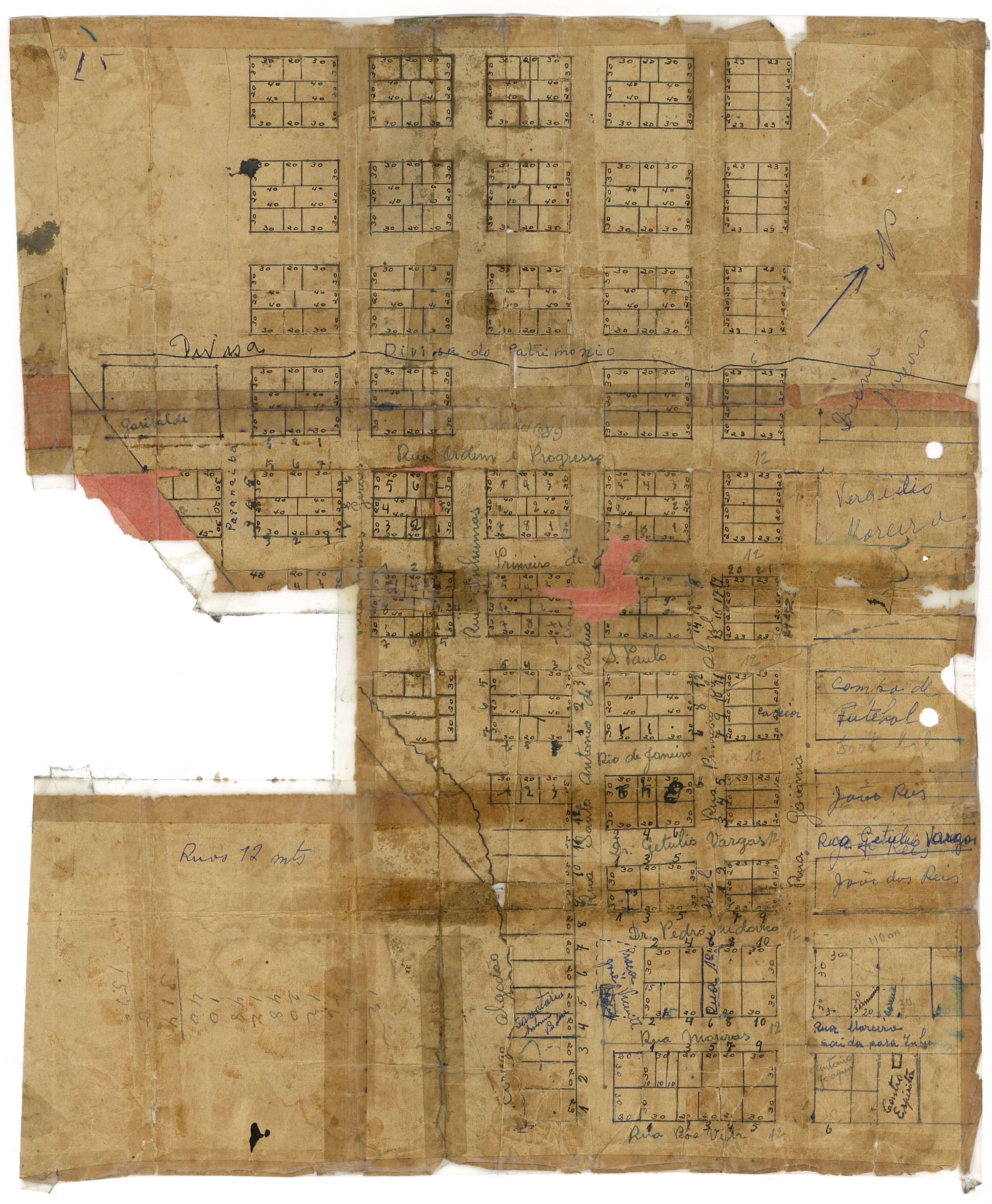
Oude stadskaart van Caturaí